# Gle Manjang
Gle Manjang är ett berg i Indonesien.   Det ligger i provinsen Aceh, i den västra delen av landet, 1 800 km nordväst om huvudstaden Jakarta. Toppen på Gle Manjang är 353 meter över havet, eller 120 meter över den omgivande terrängen. Bredden vid basen är 0,91 km.
Terrängen runt Gle Manjang är varierad. Havet är nära Gle Manjang västerut.Runt Gle Manjang är det glesbefolkat, med 8 invånare per kvadratkilometer. I omgivningarna runt Gle Manjang växer i huvudsak städsegrön lövskog.